# Elisabeth de Balicourt
Elisabeth de Balicourt, död 1746, var en fransk skådespelare. Hon kallades för den franska scenens främsta tragedienne under 1730-talet. 
Hon var engagerad vid Comédie-Française i Paris mellan 1727 och 1738. 
Hon var elev till Charlotte Desmares. Hon betraktades under sin karriär som den franska scenens främsta tragedienne, och spelade Medea, Agrippina, Clytemnestra och Cornelia. 
Hon avslutade sin karriär i förtid på grund av hälsoproblem. Berömmelsen kring Marie Dumesnil och Hippolyte Clairon, som efterträdde henne i hennes roll på teatern, gjorde att hon snabb glömdes i teaterhistorien, trots att hon var mycket känd under sin samtid. 